# Veronica Thörnroos
Veronica Thörnroos, född 16 juli 1962, är en åländsk politiker. Hon var partiordförande för Åländsk Center 2017 mellan 2017 och 2024 samt mellan 2019 och 2023 Ålands lantråd (regeringschef).

## Karriär
Åren 1989-2009 var Thörnroos medlem av kommunstryrelsen i Brändö och 2009-2011 medlem i kommunfullmäktige för samma kommun. Åren 2003-2009 var hon ledamot i Ålands lagting och 2009 blev hon ledamot i Ålands landskapsregering med ansvar för trafikavdelningen och som Nordisk samarbetsminister. Åren 2011-2015 var hon infrastrukturminister. 
Thörnroos var Centerns partiledare mellan 5 december 2017 och 12 februari 2024. Thörnroos avgick som partiledare efter hon förlorade centerns stöd efter att ha ljugit i sina uttalanden för media i fallet om en avbeställd elhybridsfärja. Ålands landskapsregering avbeställde en elhybridsfärja vilket orsakade Åbo hovrätt att döma landskapsregeringen till miljonskadestånd. Thörnroos arbetade också som lagtingets talman men avgick från posten 14 februari 2024. Den 11 mars 2024 lämnade Thörnroos Åländsk Center på grund av bristande förtroende från partiet. Däremot lämnade hon inte sin lagtingsplats och därmed kvar som partilös.

## Privatliv
Thörnroos var tidigare gift med Jan-Tore Thörnroos.

## Bildgalleri

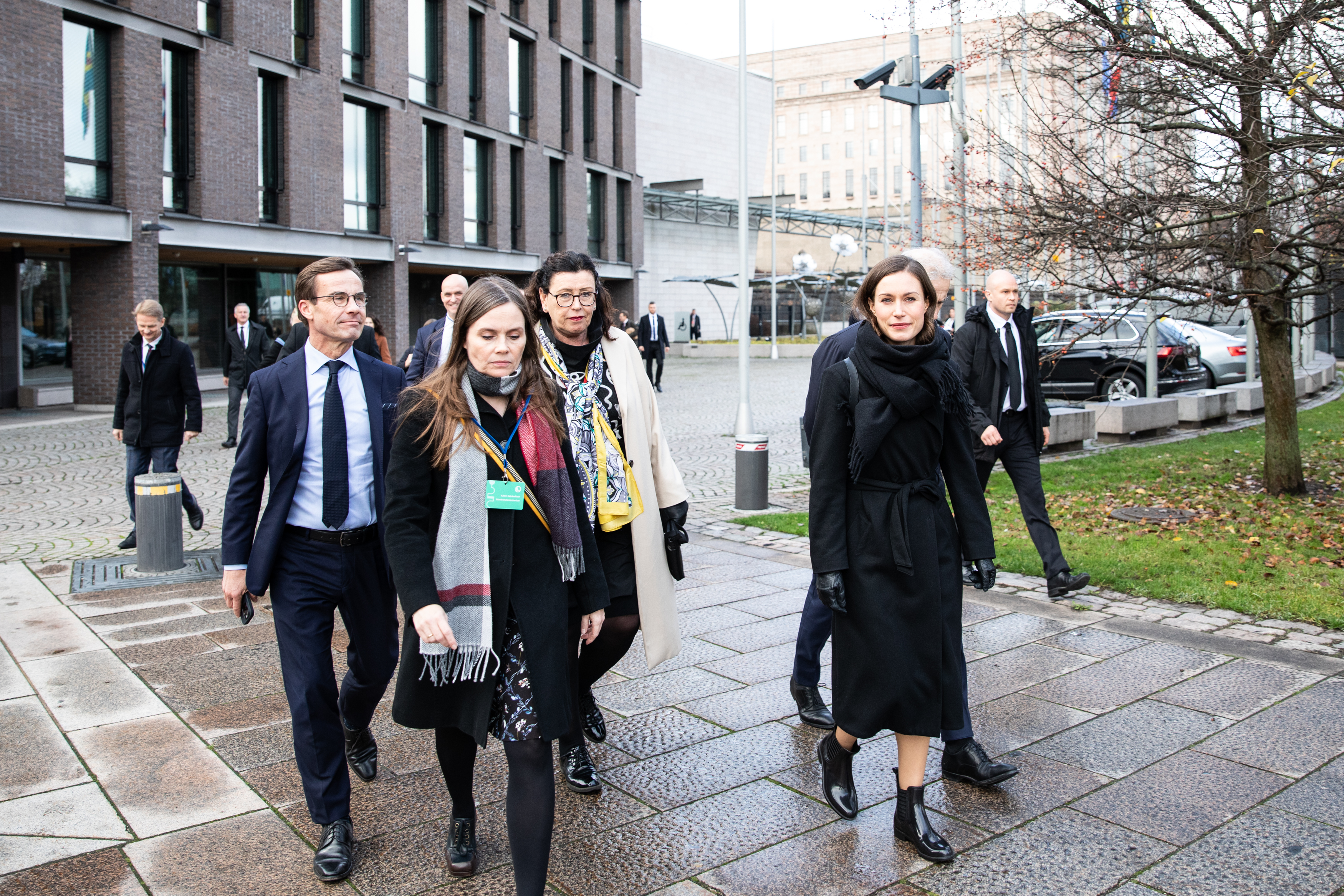
Veronica Thörnroos på möte med Nordiska rådets presidium 2022 vid Lilla parlamentet i Helsingfors. Från vänster Ulf Kristersson, Katrín Jakobsdóttir, Veronica Thörnroos och Sanna Marin